# Guide des programmes
Pour les articles homonymes, voir Grille, Guide et Programme télévisé.
Le guide des programmes, ou par métonymie le programme télévisé ou de télévision, appelé aussi au Canada téléhoraire, est un document présentant la grille des programmes des chaînes de télévision, en organisant chronologiquement leurs différents programmes prévus.

## Présentation
Le guide est traditionnellement présenté via un tableau à double entrée: une colonne par chaîne, avec des lignes détaillant par date ou par heure de diffusion ses programmes dans l'ordre chronologique,

## Informations
D'autres informations complètent: type de programme, court résumé, critique, heure de diffusion, date de création, animateur, etc. Elles peuvent varier selon les deux grands modes de diffusion, presse télé, qui a un très fort tirage, sites web, généralement gratuits, ou second écran, gratuit aussi.
- Dans le cas d'une émission en plateau, le présentateur et les invités;
- Dans le cas d'une fiction (série, film, téléfilm), le réalisateur, la distribution, l'année de sortie, le pays d'origine, etc.
- Dans le cas particulier d'une série, on trouvera, en plus du titre de la série, celui de l'épisode, avec éventuellement son numéro et celui de la saison.
- Parfois, pour les rediffusions, la date de dernière diffusion est mentionnée tandis que les programmes inédits (diffusés pour la première fois) sont signalés comme tels. De même, si une date de rediffusion est prévue, elle peut être indiquée.

Enfin, chaque programme peut être accompagné de son code ShowView.

## Modes de diffusion

### Magazines télé
Les magazines de presse dédiés à ce type d'information  comportent souvent aussi des articles de fond sur la télévision et son actualité, et parfois sur d'autres thèmes connexes. Ils contiennent parfois les programmes de la seule semaine à venir, parfois des deux semaines à venir.

### Chaînes à péage
Les chaînes à péage peuvent également publier un magazine contenant une grille de leurs programmes, qu'elles font parvenir à leurs abonnés par la poste.

### Quotidiens
Les journaux quotidiens généralistes proposent aussi souvent la grille des programmes du jour même ou, selon l'heure de la journée à laquelle ils paraissent, du lendemain, se limitant parfois à la seule soirée.

### Chaînes dédiées
Certaines chaînes de télévision, telles que TV Guide Channel ou Electronic Program Guide aux États-Unis, sont  entièrement consacrées à la présentation en continu des programmes à venir sur les autres chaînes.

### Sites web
Des sites web, de manière spécialisée ou au sein d'un portail plus large, diffusent également des guides des programmes, le plus souvent à titre gratuit, le modèle économique étant fondé sur la publicité incluse dans les pages. Souvent, les chaînes mettent aussi à disposition la grille de leurs propres programmes sur leur site web.

### Guide intégré au flux télévisé
Enfin, un guide des programmes électronique peut être intégré de différentes manières au flux télévisé, permettant au spectateur de le consulter tout en suivant un programme en cours.